# Racemobambos hepburnii
Racemobambos hepburnii är en gräsart som beskrevs av Soejatmi Dransfield. Racemobambos hepburnii ingår i släktet Racemobambos och familjen gräs. Inga underarter finns listade i Catalogue of Life.